# Sascha Gravius
Sascha Gravius (* 25. Januar 1977 in Meisenheim) ist ein deutscher Orthopäde und Unfallchirurg sowie Gesundheitsökonom und Hochschullehrer.

## Leben
Sascha Gravius schloss 2004 sein Studium der Humanmedizin an der Johannes-Gutenberg-Universität Mainz ab, wo er im gleichen Jahr promovierte. Nach seinem praktischen Jahr am Bundeswehrzentralkrankenhaus Koblenz war er als Assistenzarzt an der Orthopädischen Universitätsklinik der RWTH Aachen tätig, hier erhielt er auch seine Approbation als Arzt. 2007 setzte er seine Laufbahn an der Klinik und Poliklinik für Orthopädie und Unfallchirurgie des Universitätsklinikums Bonn fort und schloss 2010 seine Ausbildung zum Facharzt für Orthopädie und Unfallchirurgie ab. Dort habilitierte er 2013 mit einer tierexperimentellen Arbeit zu Möglichkeiten der Versorgung von Knochendefekten bei Prothesenlockerungen durch den Einsatz neuartiger Knochenersatzmaterialien und dem stammzellbasierten Gewebeersatz. Mit dieser Arbeit gewann er den Themistocles-Gluck-Preis für Endoprothetik der Deutschen Gesellschaft für Orthopädie und Orthopädische Chirurgie (DGOOC), mit dem hervorragende wissenschaftliche Arbeiten zu Innovationen in der Endoprothetik ausgezeichnet werden. Er arbeitete von 2011 bis 2013 als Oberarzt und ab 2013 als Leiter des Schwerpunktes Gelenk- und Rheumaorthopädie, Hämophilie und zusätzlich ab 2016 als Geschäftsführender Oberarzt an der Klinik und Poliklinik für Orthopädie und Unfallchirurgie des Universitätsklinikums Bonn, wo er auch das ab 2013 das Endoprothesenzentrum der Maximalversorgung leitete. Parallel absolvierte er ein Zusatzstudium zum Master of Health Business Administration (MHBA) an der Universität Erlangen. Im Februar 2019 wurde er zum außerplanmäßigen Professor der Medizinischen Fakultät der Rheinischen Friedrich-Wilhelms-Universität Bonn ernannt. Im Juni 2019 wechselte Sascha Gravius als Klinikdirektor an das Orthopädisch-Unfallchirurgische Zentrum (OUZ) des Universitätsklinikums Mannheim. Gleichzeitig wurde er auf den Lehrstuhl für Orthopädie der Medizinischen Fakultät Mannheim der Universität Heidelberg berufen.

## Arbeitsschwerpunkte
Sascha Gravius ist Facharzt für „Orthopädie und Unfallchirurgie“ und besitzt die Zusatzbezeichnungen „Spezielle Orthopädische Chirurgie“ und „Spezielle Unfallchirurgie“. Besondere Expertise besitzt er in der Endoprothetik an Knie, Hüfte und Schulter. Insbesondere komplexe Austauschoperationen nach Versagen von Kunstgelenken, z. B. durch mechanisch bedingte Lockerungen oder Infektionen, bis hin zur Versorgung großer Knochendefekte mit individuell angefertigten Implantaten gehören zu seinem Spezialgebiet. Gravius erhielt im 2013 die Zertifizierung als „Fachexperte Endoprothetik“ und lehrte ab 2014 im Studiengang „Klinische Medizintechnik“ zu Implantaten und Biomaterialien.

## Forschungsschwerpunkte
Wissenschaftlich beschäftigt sich Sascha Gravius mit neuen Methoden zur Unterscheidung der Ursachen eines möglichen Prothesenversagens, der Versorgung von Knochendefekten bei der Auslockerung von Kunstgelenken und neuartigen medizintechnischen Lösungen in der Orthopädie und Unfallchirurgie.

## Auszeichnungen
2013   Themistocles-Gluck-Preis für Endoprothetik der Deutschen Gesellschaft für Orthopädie und Orthopädische Chirurgie (DGOOC)

## Mitgliedschaften
Sascha Gravius ist Mitglied in folgenden Fachgesellschaften und Gremien:
- Deutsche Gesellschaft für Endoprothetik
- Deutsche Gesellschaft für Orthopädie und Orthopädische Chirurgie
- Deutsche Gesellschaft für Orthopädie und Unfallchirurgie: Mitglied des Nichtständigen Beirats[3]
- Mitglied der Leitlinienkommission „Evidenz- und konsensbasierte Indikation Knie-TEP (EKIT)“ unter Schirmherrschaft der Deutschen Gesellschaft für Orthopädie und Unfallchirurgie (DGOU) sowie der Deutschen Gesellschaft für Endoprothetik (AE)[4]
- Berufsverband für Orthopädie und Unfallchirurgie (BVOU)
- Mitglied des Expertenpools des Innovationsausschusses beim G-BA
- Sektion Septische Chirurgie der Deutschen Gesellschaft für Unfallchirurgie